# Lei do Ventre Livre
Das Lei do Ventre Livre (portugiesisch für Gesetz des freien Bauches) war ein Gesetz, das 1871 vom brasilianischen Parlament verabschiedet wurde und festlegte, dass künftig von Sklavinnen zur Welt gebrachte Kinder frei sein sollten.

## Geschichte
Der Visconde do Rio Branco, José Maria da Silva Paranhos, legte am 27. Mai 1871 den Gesetzentwurf dem Parlament vor. Seiner Meinung nach war die Beibehaltung der Sklaverei schädlich für das Ansehen Brasiliens im Ausland. Das Gesetz wurde in beiden Kammern kontrovers zwischen Liberalen und Konservativen diskutiert. Nach der Zustimmung des Abgeordnetenhauses verabschiedete am 28. September 1871 der Senat das Gesetz Nr. 2040. Nach dem Initiator des Gesetzes ist es auch unter dem Namen Lei Rio Branco bekannt.
Das Gesetz legte fest, dass der Besitzer der Mutter das Kind bis zum achten Lebensjahr aufzuziehen hatte. Danach konnte er das Kind zum Ausgleich für die entstandenen Kosten bis zum 21. Lebensjahr für sich arbeiten lassen oder – in Ausnahmefällen – vom Staat eine Abfindung in Höhe von 600.000 Réis verlangen.  Das Gesetz hatte keinen großen Effekt. Gleichwohl war es ein erster Schritt in Richtung Befreiung der Sklaven in Brasilien.
1878 gründete der Abgeordnete Joaquim Nabuco die „Brasilianische Gesellschaft gegen Sklaverei“ (Sociedade Antiescravidão Brasileira); sie hatte maßgeblichen Anteil an der Abschaffung der Sklaverei.
José do Patrocínio verfasste eine Erklärung politischer Ziele und Absichten der Abolitionisten, die 1883 als Manifesto da Confederação Abolicionista veröffentlicht wurde.
1885 entließ das Lei dos Sexagenários („Gesetz der Sechzigjährigen“) alle Sklaven über 60 Jahre in die Freiheit.
1888 wurde mit der Lei Áurea (portugiesisch für Goldenes Gesetz) im Kaiserreich Brasilien die Sklaverei vollständig abgeschafft.